# Titus van Asch van Wijck
Titus Anthony Jacob van Asch van Wijck (Utrecht, 29 augustus 1849 – 's-Gravenhage, 9 september 1902) was een Nederlandse jonkheer en politicus.
Van Asch van Wijck was AR-politicus en zoon van Tweede Kamerlid Matthias Margarethus van Asch van Wijck. Hij was behalve lid van beide Kamers burgemeester van Amersfoort. 
In 1891 werd hij gouverneur van Suriname waar hij na vijf jaar werd opgevolgd door de gouvernementssecretaris Warmolt Tonckens die tijdens zijn verlof in 1894 al waarnemend gouverneur was geweest. Korte tijd was Van Asch van Wijck minister van Koloniën in het kabinet-Kuyper.

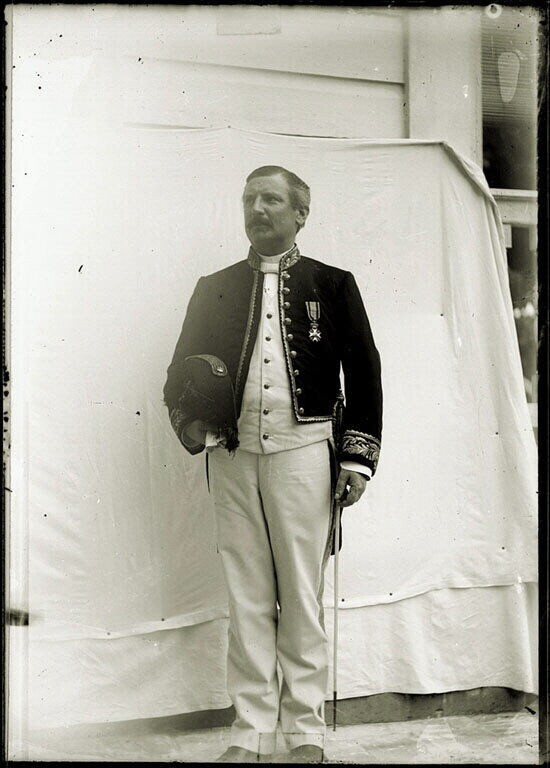
Portret van den Gouverneur Jhr. mr. T.A.J. v. Asch v. Wyck. Foto door Th. van Lelyveld, 1895

Van Asch van Wijck groeide op in de Nederlandse Hervormde Kerk, maar ging in 1886 met de doleantie mee, die in 1892 resulteerde in de oprichting van de Gereformeerde Kerken in Nederland.
Als oud-gouverneur van Suriname was hij een van de weinige koloniale deskundigen onder de antirevolutionairen. Toch had hij als minister niet veel gezag. Al spoedig werd hij grotendeels uitgeschakeld door een ziekte, waaraan hij enige maanden later overleed.

## Nagedachtenis
- Het Van Asch van Wijckgebergte in Suriname is naar hem vernoemd.
- In 1904 werd zijn borstbeeld geplaatst in Paramaribo.

- Biografisch Portaal: 03666618
- Digitale Bibliotheek voor de Nederlandse Letteren: asch011
- International Standard Name Identifier: 0000 0003 8794 8090
- Nederlandse Thesaurus van Auteursnamen: 069917981
- Parlement.com: vg09lkxjxqqf
- Virtual International Authority File: 280950598
- WorldCat: E39PBJjXkJBjGY9xMJk7QBtdwC